# Уразбахтино
Уразбахтино — село в Мамадышском районе Татарстана. Административный центр Уразбахтинского сельского поселения.

## География
Находится в центральной части Татарстана на расстоянии приблизительно 18 км на юго-запад по прямой от районного центра города Мамадыш у речки Омарка.

## История
Основано предположительно в XIV веке, позже запустело и возродилось во второй половине XVII века. В начале XX века было 2 мечети.
В «Списке населенных мест по сведениям 1859 года», изданном в 1866 году, населённый пункт упомянут как казённая деревня Уразбахтина 2-го стана Мамадышского уезда Казанской губернии. Располагалась при речке Омире, на 1-м Чистопольском торговом тракте, в 22 верстах от уездного города Мамадыша и в 23 верстах от становой квартиры в казённой деревне Ахманова (Ишкеево). В деревне, в 120 дворах жили 778 человек (362 мужчины и 416 женщин), была мечеть.

## Население
Постоянных жителей было: в 1782 — 48 душ мужского пола, в 1859—726, в 1897—1349, в 1908—1496, в 1920—1489, в 1926—1164, в 1938—1311, в 1949—808, в 1958—715, в 1970—837, в 1979—670, в 1989—568, в 2002 году 413 (татары 100 %), в 2010 году 307.